# Otto Skutsch
Otto Skutsch (* 6. Dezember 1906 in Breslau; † 8. Dezember 1990 in London) war ein deutscher Klassischer Philologe.

## Leben
Otto Skutsch wurde als Sohn des Latinisten Franz Skutsch geboren. Die Akademikerfamilie war protestantisch, hatte jedoch jüdische Wurzeln. Otto Skutsch studierte Klassische Philologie an den Universitäten von Breslau, Kiel, Berlin und Göttingen. Zu seinen Lehrern zählten die renommiertesten Altphilologen seiner Zeit: Ulrich von Wilamowitz-Moellendorff, Felix Jacoby und vor allem Eduard Fraenkel, zu dem er eine schwierige, aber enge Beziehung unterhielt. Skutsch wurde 1931 in Göttingen promoviert und erhielt ein Stipendium zur Mitarbeit am Thesaurus Linguae Latinae in München. 1934 wurde sein Stipendium aufgrund seiner jüdischen Herkunft nicht verlängert. Mit der Hilfe von James Houston Baxter (1894–1973), Professor für Kirchengeschichte in St. Andrews, der einen Forschungsassistenten suchte, emigrierte Skutsch im November 1934 nach Schottland, wo er bis 1938 an einem Lexikon des Spätlateins mitarbeitete.
Nach einem Jahr als Assistent an der Queen’s University im nordirischen Belfast zog er mit seiner britischen Frau Gilian Stewart nach Manchester. 1939–1951 lehrte er an der dortigen Victoria University of Manchester Latein. 1946 nahm er die britische Staatsbürgerschaft an. 1951 erhielt er den Ruf als Professor für Klassische Philologie an das University College London, wo er bis zu seiner Emeritierung 1972 den renommierten Lehrstuhl, den einst A. E. Housman vertrat, innehatte.
In den 1950er und 1960er Jahren machten Skutsch und der Althistoriker Arnaldo Momigliano London zu einem Mekka für Studierende der Alten Geschichte und Altphilologie und prägten eine ganze Studentengeneration. Skutschs Erinnerungen (Recollections of scholars I have known) geben einen lebendigen Eindruck von der Hochzeit der Klassischen Philologie im 20. Jahrhundert. Durch zahlreiche Forschungsaufenthalte und als Gastdozent in den USA nahm Skutsch auch Einfluss auf die Klassische Philologie in den Vereinigten Staaten (Harvard 1958, 1973; Pittsburgh 1972–73, 1981; Princeton 1963, 1968, 1974).
Skutsch wurde für seine Leistungen mit Ehrendoktoraten der Universitäten Padua und St. Andrews ausgezeichnet. Er war seit 1987 Ehrenmitglied der British Academy.

## Leistungen
Skutsch betrachtete sich selbst als Experten der Metrik und Sprache der lateinischen Komödie, der Fragmente früher lateinischer Epik und der formalen Aspekte der klassischen Dichtung. Seine 1931 in Göttingen verfasste Doktorarbeit untersucht den Prozess der Iambenkürzung. Ausgangspunkt für Skutschs Studie waren die Beobachtungen seines Vaters Franz, der das Phänomen in frühen lateinischen Versen beschrieben hatte. Ergänzt mit seinen eigenen Beobachtungen in späten lateinischen Versen formulierte er so das brevis brevians-Gesetz, das sich heute in jedem Handbuch findet und besagt, dass „eine kurze Silbe eine folgende lange kürzt, wenn dieser ein Akzent vorausgeht oder nachfolgt“.
Im Mittelpunkt seiner Forschung standen die Ennius-Fragmente und die Edition der Annalen des Ennius kann als sein Lebenswerk gesehen werden. Auf Empfehlung Eduard Fraenkels hin wurde Skutsch vom Verlag Oxford University Press mit einer Neuedition der Annales beauftragt. Er sollte die Arbeit in fünf Jahren abschließen, arbeitete tatsächlich jedoch über vierzig Jahre daran. Bis zum Erscheinen der Edition 1985 hatte er sich in zahlreichen Artikeln und Miszellen mit Einzelheiten der Textkritik, Metrik und Prosodie auseinandergesetzt. Skutschs Edition erfuhr ebenso viel Lob wie Kritik. Besonders der Ennius-Forscher Sebastiano Timpanaro hielt Skutsch vor, „konjekturale Exzesse“ betrieben zu haben. Skutschs Ennius-Edition gilt trotz aller Kritik bis heute als Standardwerk.
Skutsch hat auch im Bereich der indogermanischen Sprachwissenschaft geforscht. Eine seiner letzten Publikationen (Helen, her Name and nature, 1987) diskutiert u. a. eine Verbindung zwischen der griechischen Helena und der vedischen Saraṇyū.

## Schriften (Auswahl)
- Prosodische und metrische Gesetze der Iambenkürzung. Göttingen 1934.
- Studia Enniana. London 1968.
- Ennius. Sept Exposés suivis de Discussions. Entretiens préparés et présidés par Otto Skutsch. Vandoeuvres-Genève, 23–29 août 1971. In: Entretiens sur l’Antiquité classique. Band 17, Fondation Hardt, Genève, 1972.
- The Annals of Quintus Ennius. Edited with introduction and commentary. Oxford 1985; korrigierter Nachdruck Oxford 1986.
- Helen, her name and nature. In: Journal of Hellenic Studies. Band 107, 1987, S. 188–193.
- Recollections of Scholars I have known. In: Anton Bierl, William M. Calder III (Hrsg.): Harvard Studies in Classical Philology. Band 94, 1992, S. 387–408.